# Serinus syriacus
El serín sirio o verdecillo sirio (Serinus syriacus) es una especie de ave paseriforme de la familia Fringillidae propia de Oriennte Próximo. Se distribuye desde Líbano y el suroeste de Siria por Israel y Palestina hasta la península del Sinaí. Suele habitar en los montes entre los 900 a 1800 m s. n. m.. Mide de 12 a 13 cm.